# Арним, Беттина фон
Беттина фон Арним (нем. Bettina von Arnim, урожд. Elisabeth Catharina Ludovica Magdalena Brentano; 4 апреля 1785[…], Франкфурт-на-Майне — 20 января 1859[…], Берлин) — немецкая писательница и одна из основных представительниц романтизма. Дочь Максимилианы фон Ларош, жена писателя Ахима фон Арнима.

## Биография
Беттина была седьмым ребёнком из двенадцати детей крупного коммерсанта Петера Антона Брентано и его супруги Максимилианы фон Ларош. Мать Беттины умерла в 1793 году. До 13 лет Беттина воспитывалась в монастыре урсулинок в Фрицларе. После смерти отца в 1797 году Беттина жила у своей бабушки Софии фон Ларош в Оффенбахе-на-Майне, а затем во Франкфурте. Её сестра Кунигунда Брентано вышла замуж за Фридриха Карла фон Савиньи и жила в Марбурге, и Беттина некоторое время проживала в их доме. В 1810 году вслед за четой Савиньи она переехала в Берлин.
В 1811 году Беттина вышла замуж за Ахима фон Арнима, которого знала ещё по Франкфурту как друга своего брата Клеменса Брентано. Их брак продлился двадцать лет до внезапной смерти Арнима в 1831 году. Но жили они преимущественно раздельно: в то время, как Беттина жила в Берлине, Ахим предпочитал замок Виперсдорф.
В браке родилось семеро детей:
- Фреймунд Иоганн (1812—1863)
- Зигмунд Лукас (1813—1890)
- Фридмунд Антон Непомук (1815—1883)
- Кюнемунд Вальдемар (1817—1835)
- Максимилиана Мария Катарина (1818—1894)
- Армгарт Катарина (1820—1880)
- Гизела (1827—1889)

После смерти мужа Беттина занималась изданием его трудов и включилась в общественную и литературную работу. Во время эпидемии холеры в Берлине Беттина фон Арним ухаживала за больными в бедных кварталах. Она написала критический труд «Эта книга принадлежит королю» (1843), представляющий собой вымышленные беседы Богородицы с матерью прусского короля. Книга была запрещена в Баварии. Под впечатлением от революции 1848 года в 1852 году Беттина фон Арним написала «Беседы с демонами», в которой призвала отменить смертную казнь и признать права женщин и евреев. По своим взглядам Беттина была близка ранним социалистам. В 1842 году она познакомилась с Карлом Марксом, но продолжала придерживаться своей идеи народного короля, которым мог стать любой гражданин.
В 1854 году у Беттины фон Арним случился апоплексический удар, от которого она уже не смогла оправиться. Она была парализована и потеряла зрение и слух. 20 января 1859 года она умерла в кругу своей семьи и была похоронена рядом со своим мужем во дворце Виперсдорф.
В 1985 году в честь 200-летия со дня рождения в Берлине было учреждено Общество имени Беттины фон Арним, поставившее своей целью пропагандирование трудов писательницы.

## Контакты
Беттина фон Арним поддерживала связи со многими известными людьми своего времени:
- Ещё во Франкфурте она подружилась с поэтессой Каролиной фон Гюндероде.
- Бывая на юге Германии, Беттина фон Арним встречалась с Людвигом Тиком и Людвигом ван Бетховеном. Её называют среди возможных адресаток знаменитого письма Бетховена, которое тот адресовал загадочной «Бессмертной возлюбленной»[6].
- В 1836 году у Беттины в Берлине проживала Иоганна Матьё, будущая супруга Готфрида Кинкеля. Иоганна обучала детей Беттины игре на фортепиано и разучивала с ними песни.
- В одном из берлинских салонов Беттина познакомилась с Рахель Роберт, будущей Рахель Фарнхаген.
- После смерти мужа Беттина фон Арним поддерживала контакты с Фридрихом Шлейермахером, Германом фон Пюклером-Мускау, Феликсом Мендельсоном Бартольди, молодым Иоганнесом Брамсом, Йозефом Иоахимом и Робертом Шуманом.
- В 1840 году она использовала своё влияние для того, чтобы братья Гримм, лишённые права преподавать после участия в Гёттингенской семёрке, получили приглашение в Берлинский университет.
- Беттина фон Арним встречалась с Аделе Шопенгауэр и Марианной фон Виллемер. В её Петрихаузе во Франкфурте-Рёдельгейме несколько раз ночевал Гёте.

### Беттина фон Арним и Гёте
В 1806 году началась продолжительная дружба Беттины фон Арним с матерью Гёте, Катариной Элизабет Гёте. Поэт не отвечал на восторженные письма Беттины. Спустя год Беттина была представлена обожаемому ей Гёте в Веймаре, и завязалась переписка, которая после смерти Гёте была издана Беттиной фон Арним под заголовком «Переписка Гёте с ребёнком». В 1811 году дружеские отношения между Беттиной и Гёте были разорваны из-за скандала, разразившегося между Беттиной и супругой Гёте Кристианой.
На выставке картин друга Гёте Иоганна Генриха Мейера Беттина позволила себе грубо отозваться о творчестве художника. В ответ на это Кристиана сорвала с Беттины очки, а Беттина назвала Кристиану «бешеной колбасой». С этого момента дом Гёте был закрыт для Беттины и её мужа. Встретившись с четой Арнимов спустя год в Бад-Теплице, Гёте сделал вид, что не заметил их. На многочисленные письма Беттины к Гёте с мольбой о возобновлении отношений ответа также не последовало.
Беттине посвящён раздел романа Милана Кундеры «Бессмертие» (Nesmrtelnost / Immortality) (1990)

## Экранизации литературных произведений Беттины фон Арним
- «Gritta von Rattenzuhausbeiuns» (ГДР, 1985, реж. Юрген Брауэр). По сказке Гизелы и Беттины фон Арним «Das Leben der Hochgräfin Gritta von Rattenzuhausbeiuns» (1840).

## Память
Во многих городах Германии есть улицы её имени.